# Dendrobium crenatilabre
Dendrobium crenatilabre är en orkidéart som beskrevs av Johannes Jacobus Smith. Dendrobium crenatilabre ingår i släktet Dendrobium, och familjen orkidéer. Inga underarter finns listade i Catalogue of Life.